# Широтно-импульсная модуляция

График, иллюстрирующий применение трёхуровневой ШИМ для управления электродвигателем, которая используется в приводах асинхронных электродвигателей с переменной частотой. Напряжение от ШИ-модулятора, подаваемое на обмотку машины, изображено синим (V). Магнитный поток в статоре машины показан красным (B). Здесь магнитный поток имеет приблизительно синусоидальную форму благодаря соответствующему закону ШИМ

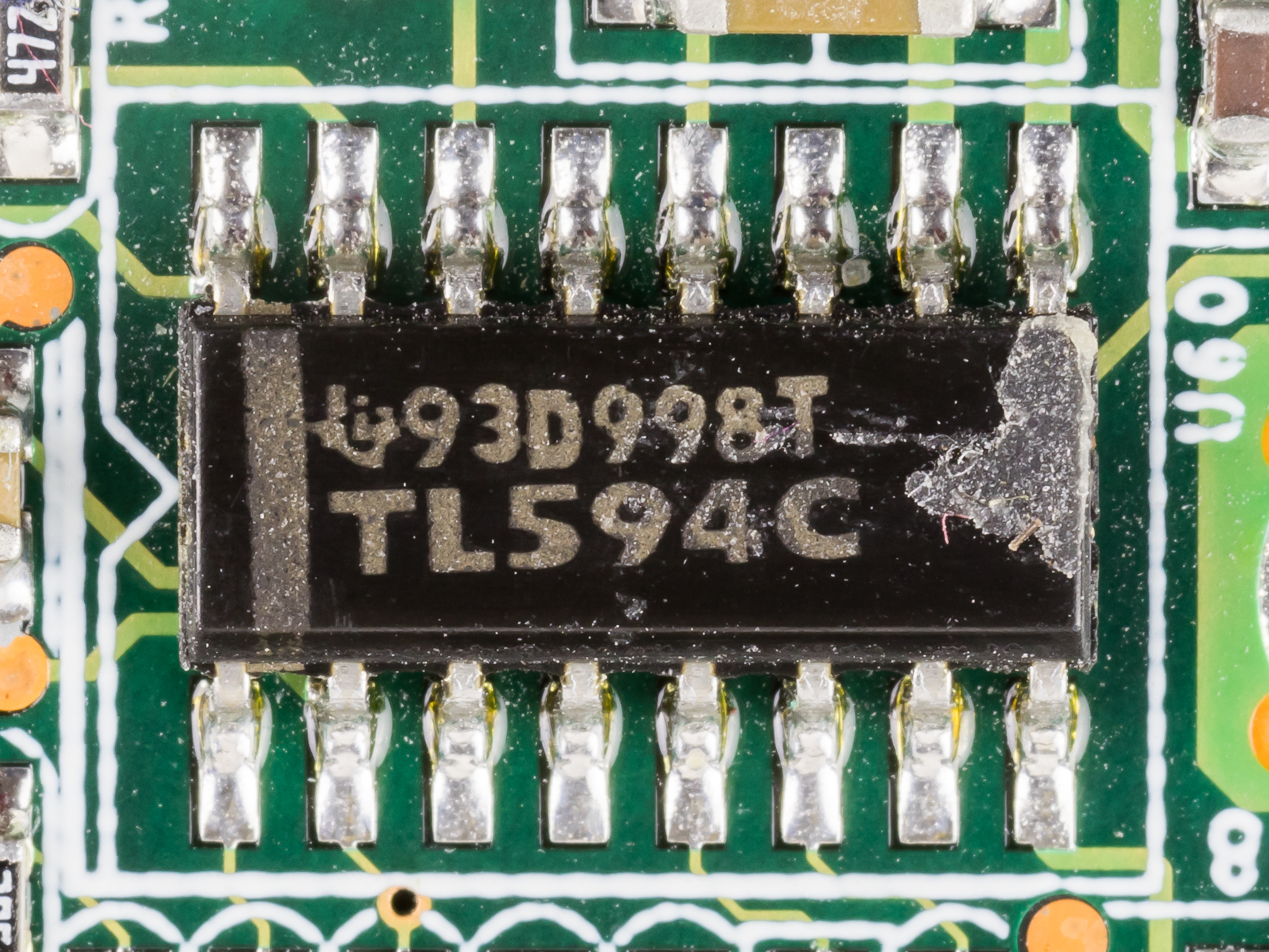
Вариант ШИМ-контроллера в виде SMD-интегральной микросхемы, припаянной к печатной плате

Широ́тно-и́мпульсная модуля́ция  (ШИМ, англ. pulse-width modulation (PWM)) — процесс управления мощностью методом пульсирующего включения и выключения потребителя энергии. Различают ана́логовую ШИМ и цифрову́ю ШИМ, дво́ичную (двуху́ровневую) ШИМ и трои́чную (трёхуровневую) ШИМ.

## Причины применения ШИМ
Основной причиной применения ШИМ является стремление к повышению КПД при построении вторичных источников питания электронной аппаратуры и в других узлах, например, ШИМ используется для регулировки яркости подсветки LCD-мониторов и дисплеев в телефонах, КПК и т. п.

## Тепловая мощность, выделяемая на ключе при ШИМ
В ШИМ в качестве ключевых элементов используют транзисторы (могут быть применены и другие полупроводниковые приборы), работающие не в линейном, а в ключевом режиме, то есть транзистор всё время либо разомкнут (выключен), либо замкнут (находится в состоянии насыщения). В первом случае транзистор имеет очень высокое сопротивление, поэтому ток в цепи весьма мал, и, хотя всё напряжение питания падает на транзисторе, выделяемая на транзисторе мощность очень мала. Во втором случае сопротивление транзистора крайне мало, и, следовательно, падение напряжения на нём близко к нулю, при этом выделяемая мощность также мала. В переходных состояниях (переход ключа из проводящего состояния в непроводящее и обратно) мощность, выделяемая в ключе, значительна, но так как длительность переходных состояний крайне мала по отношению к периоду переключения, то средняя мощность потерь на переключение оказывается незначительной:
{\displaystyle R_{tr}\rightarrow \infty \leftrightarrow P={{\frac {{U}^{2}}{R}}\rightarrow 0},}
{\displaystyle R_{tr}\rightarrow 0\leftrightarrow P={I}^{2}R\rightarrow 0.}

## Принцип работы ШИМ
Реализуемый в контроллерах широтно-импульсный модулятор состоит из двух блоков: линейного интегратора (И-звена) и трехпозиционного релейного элемента. Установленными при изготовлении изделия параметрами схемы являются: постоянная времени И-звена Ти и уровень сигнала на выходе релейного элемента ±А.
Широтно-импульсный модулятор генерирует последовательность импульсов со скважностью, пропорциональной уровню сигнала на его входе. Параметр его настройки, то есть минимальная длительность импульса, устанавливается с помощью зоны нечувствительности релейного элемента широтно-импульсного модулятора.

### Аналоговая ШИМ

Один из методов двухуровневой ШИМ с помощью аналогового компаратора. На один из входов компаратора подаётся пилообразное напряжение от вспомогательного генератора, на другой вход — модулирующее напряжение. Состояние выхода компаратора — ШИ-модуляция. На рисунке: сверху — пилообразный сигнал и модулирующее напряжение, снизу — результат ШИМ

ШИМ-сигнал генерируется аналоговым компаратором, на один вход (по рисунку — на инвертирующий вход компаратора) которого подаётся вспомогательный опорный пилообразный или треугольный сигнал значительно большей частоты, чем частота модулирующего сигнала, а на другой — модулирующий непрерывный аналоговый сигнал. Частота повторения выходных импульсов ШИМ равна частоте пилообразного или треугольного напряжения. В ту часть периода пилообразного напряжения, когда сигнал на инвертирующем входе компаратора выше сигнала на неинвертирующем входе, куда подается модулирующий сигнал, на выходе получается отрицательное напряжение, в другой части периода, когда сигнал на инвертирующем входе компаратора ниже сигнала на неинвертирующем входе — будет положительное напряжение.
Аналоговая ШИМ применяется в усилителях низкой частоты класса «D».

### Цифровая ШИМ
В двоичной цифровой технике, выходы в которой могут принимать только одно из двух значений, приближение желаемого среднего уровня выхода при помощи ШИМ является совершенно естественным. Схема настолько же проста: пилообразный сигнал генерируется N-битным счётчиком. Цифровые устройства (ЦШИП) работают на фиксированной частоте, обычно намного превышающей реакцию управляемых установок (передискретизация). В периоды между фронтами тактовых импульсов выход ЦШИП остаётся стабильным, на нём действует либо низкий уровень, либо высокий, в зависимости от выхода цифрового компаратора, сравнивающего значение счётчика с уровнем приближаемого цифрового сигнала V(n). Выход за много тактов можно трактовать как череду импульсов с двумя возможными значениями 0 и 1, сменяющими друг друга каждый такт T. Частота появления единичных импульсов получается пропорциональной уровню приближаемого сигнала ~V(n). Единицы, следующие одна за другой, формируют контур одного, более широкого импульса. Длительности полученных импульсов переменной ширины ~V(n) кратны периоду тактирования T, а частота равна 1/(T*2N). Низкая частота означает длительные, относительно T, периоды постоянства сигнала одного уровня, что даёт невысокую равномерность распределения импульсов.
Описанная цифровая схема генерации подпадает под определение однобитной (двухуровневой) импульсно-кодовой модуляции (ИКМ). 1-битную ИКМ можно рассматривать в терминах ШИМ как серию импульсов частотой 1/T и шириной 0 либо T. Добиться усреднения за менее короткий промежуток времени позволяет имеющаяся передискретизация. Высоким качеством обладает такая разновидность однобитной ИКМ, как импульсно-плотностная модуляция, которая ещё именуется импульсно-частотной модуляцией.
Восстанавливается непрерывный аналоговый сигнал арифметическим усреднением импульсов за много периодов при помощи простейшего фильтра низких частот. Хотя обычно даже этого не требуется, так как электромеханические составляющие привода обладают индуктивностью, а объект управления (ОУ) — инерцией, импульсы с выхода ШИМ сглаживаются и ОУ, при достаточной частоте ШИМ-сигнала, ведёт себя как при управлении обычным аналоговым сигналом.
В цифровой ШИМ период делится на части, которые заполняются прямоугольными подымпульсами. Средняя величина за период зависит от количества прямоугольных подымпульсов.
Цифровая ШИМ — приближение бинарного сигнала (с двумя уровнями — вкл/выкл) к многоуровневому или непрерывному сигналу так, чтобы их средние значения за период времени {\displaystyle t_{2}-t_{1}} были бы приблизительно равны.
Формально это можно записать так:
{\displaystyle {\int _{t_{1}}^{t_{2}}{x(t)\,dt} \over {t_{2}-t_{1}}}={\sum _{i=1}^{n}{A*\Delta T_{i}} \over {t_{2}-t_{1}}},}
где {\displaystyle x(t)} — входной сигнал в пределах от t1 до t2;
{\displaystyle \Delta T_{i}={\frac {t_{2}-t_{1}}{n}}} — продолжительность i -го ШИМ подымпульса, каждого с амплитудой A.
n выбирается таким образом, чтобы за период разность суммарных площадей (энергий) обеих величин была меньше допустимой:
{\displaystyle \int _{t_{1}}^{t_{2}}{x(t)\,dt}-\sum _{i=1}^{n}{A*\Delta T_{i}}<E.}
Управляемыми «уровнями», как правило, являются параметры питания силовой установки, например, напряжение импульсных преобразователей /регуляторов постоянного напряжения/ или скорость электродвигателя. Для импульсных источников x(t) = Uconst стабилизации.
В цифровой ШИМ прямоугольные подымпульсы, заполняющие период, могут стоять в любом месте периода, на среднюю величину за период влияет только их количество. Например, при разбиении периода на 8 частей последовательности 11110000, 11101000, 11100100, 11100010, 11100001 и др. дают одинаковую среднюю за период величину, но отдельно стоящие «1» ухудшают режим работы ключа (транзистора).
В качестве ШИМ можно использовать даже COM-порт. Так как 0 передаётся как 0 0000 0000 1 (8 бит данных + старт/стоп), а 255 — как 0 1111 1111 1, то диапазон выходных напряжений — 10—90 % с шагом в 10 %.

## Управление многоуровневыми синусоидальными ШИМ (СШИМ)

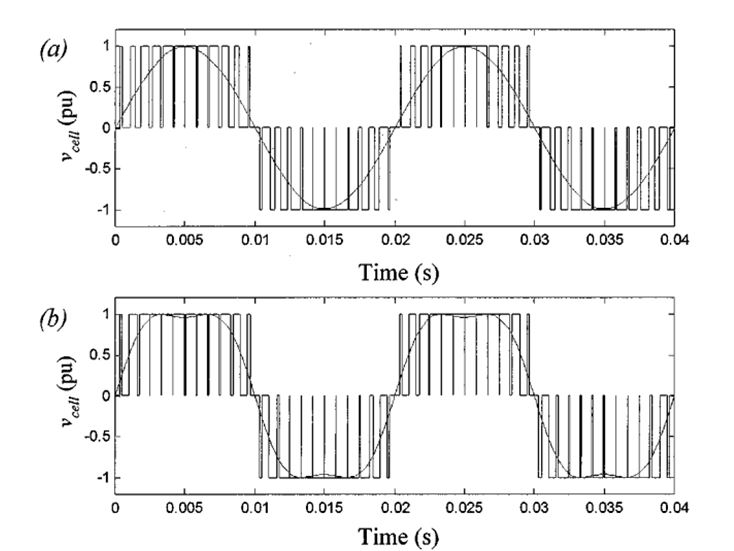
Напряжение на участке инвертора.(а) Выходное напряжение с применением СШИМ. (b) Выходное напряжение с добавлением синусоидальной третьей гармоники

Несколько методов были разработаны для сокращения искажения в многоуровневых инверторах, на основе классического СШИМ с треугольным носителем. Некоторые методы используют расположение источника, другие используют сдвиг фазы из нескольких несущих сигналов. Рисунок справа показывает типичное напряжение, сгенерированное одной секцией инвертора путем сравнения синусоидального сигнала с треугольным несущим сигналом.
Множество Nc-каскадов в одной фазе с их источниками, смещенными на угол θс = 360°/Nc и использующими то же управляющее напряжение, производят напряжение нагрузки с самым маленьким искажением. Этот результат был получен для многоэлементного инвертора в 7-уровневой конфигурацией, которая использует три подключенных последовательно сегмента в каждой фазе. Самое маленькое искажение получено, когда источник смещен на угол в θс = 360°/3 = 120°.
Довольно обыденной практикой в промышленном применении для многоуровневого инвертора является вставка третьей гармоники в каждый сегмент, как показано на Рисунок справа (b), для увеличения выходного напряжения. Ещё одна положительная сторона многоуровневого СШИМ-эффективная частота переключения напряжения нагрузки в Nc-количество раз, и частота переключения каждого сегмента, в зависимости от её несущего сигнала. Это свойство позволяет сокращать частоты переключения каждого сегмента, таким образом уменьшая потери на переключении.

### Метод опорных векторов (MOB)

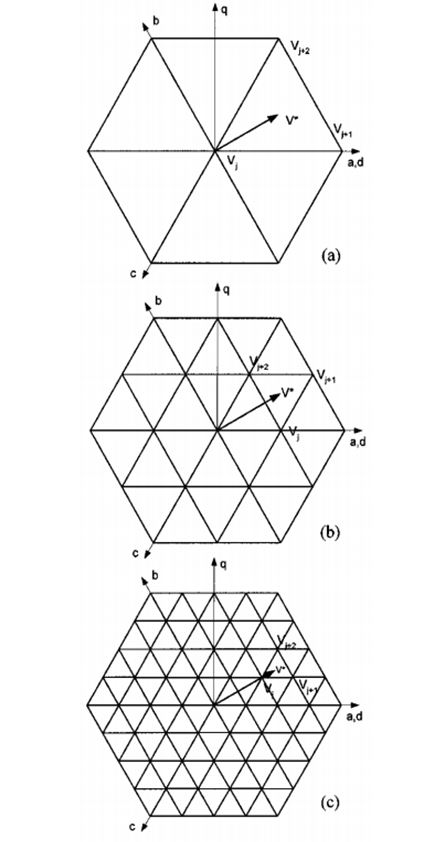
Пространственно-векторная диаграмма: (а) для двух-уровневого, (b) трех-уровневого, и (c) пяти-уровневого инвертора

Техника МОВ может быть легко применима для всех многоуровневых инверторов. Рисунок справа показывает векторы пространства для традиционных двух-, трёх- и пятиуровневых инверторов. Эти векторные диаграммы универсальны независимо от типа многоуровневого инвертора. Другими словами, рисунок справа действителен для пятиуровневого зафиксированного на диод, зафиксированного на конденсатор, или расположенного каскадом инвертора. Смежные три вектора могут синтезировать желаемый вектор напряжения путем вычисления рабочего цикла (Tj, Tj+1, и Tj+2) для каждого вектора.
Пространственно-векторные методы ШИМ обычно имеют следующие преимущества: хорошее использование напряжения источника постоянного тока, низкая пульсация и относительно легкая аппаратная реализация цифровым сигнальным процессором (DSP). Эти функции делают его подходящим для высоковольтных и мощных потребителей.
С увеличением количества уровней существенно увеличиваются перегрузки и сложность переключения. Некоторые авторы использовали разложение пятиуровневой пространственно-векторной диаграммы в две трехуровневые пространственно-векторные диаграммы с фазовым сдвигом, чтобы минимизировать пульсации и упростить управление. Кроме того, простой пространственно-векторный метод был представлен без вычисления рабочего цикла смежных трех векторов.